# Васильченко Олексій Леонідович
Олексі́й Леоні́дович Васи́льченко (1982—2014) — молодший сержант, Державна прикордонна служба України, учасник російсько-української війни.

## Життєпис
Народився 1982 року в селі Успенка (Амвросіївський район, Донецька область).
Молодший інспектор прикордонної служби групи інспекторів прикордонної служби, місце дислокації Василівка відділу прикордонної служби «Амвросіївка» Донецького прикордонного загону.
Загинув 23 серпня 2014 року під час бойового зіткнення підрозділів ЗСУ, територіальної оборони та ДПСУ з озброєними особами поблизу Лисичого Амвросіївського району. Було знищено вантажний автомобіль КамАЗ з терористами та 2 КамАЗи зі зброєю й боєприпасами — рухалися колоною у супроводі двох БТРів з боку Російської Федерації до воюючих бойовиків. Тоді ж загинув Микола Ніколенко.
Похований в селі Успенка Амвросіївського району.

## Нагороди та вшанування
- орден «За мужність» III ступеня (8.09.2014) (посмертно)
- Його портрет розміщений на меморіалі «Стіна пам'яті полеглих за Україну» у Києві: секція 3, ряд 7, місце 7
- Вшановується 23 серпня на щоденному ранковому церемоніалі вшанування українських захисників, які загинули цього дня у різні роки внаслідок російської збройної агресії[1]